# Cébazan

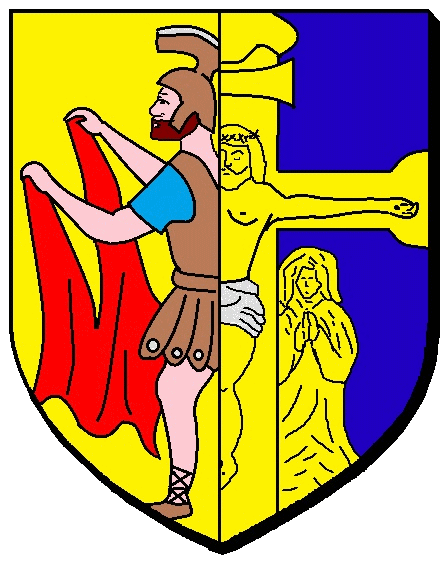
Blason

Cébazan [se.ba.zɑ̃] (en occitan Cebasan [se.βa.'zan]) est une commune française située dans le sud-ouest du département de l'Hérault, en région Occitanie.
Exposée à un climat méditerranéen, elle est drainée par le Lirou, le ruisseau du Daro et par deux autres cours d'eau. La commune possède un patrimoine naturel remarquable : un site Natura 2000 (le « Minervois ») et deux zones naturelles d'intérêt écologique, faunistique et floristique.
Cébazan est une commune rurale qui compte 637 habitants en 2022, après avoir connu une forte hausse de la population depuis 1975.  Elle fait partie de l'aire d'attraction de Béziers. Ses habitants sont appelés les Cébazanais ou  Cébazanaises.

## Géographie

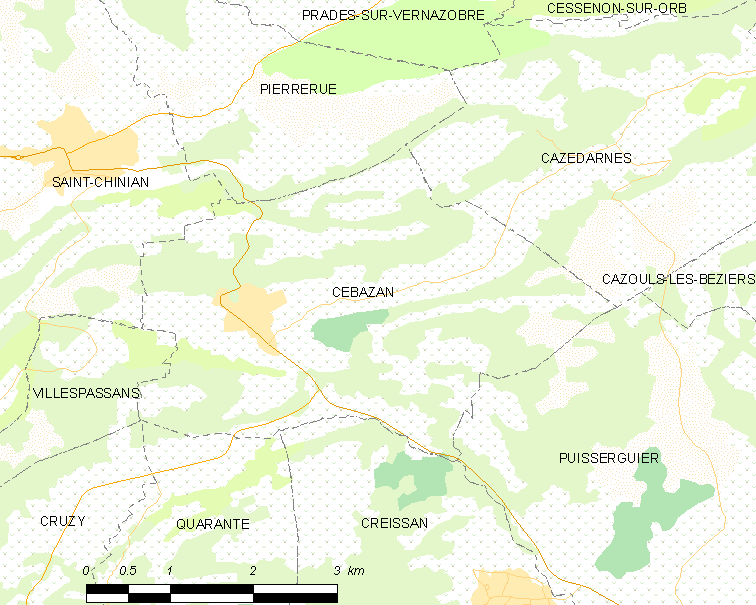
Carte

La commune s'étend sur 13 km2. Elle est entourée par les communes de Pierrerue, Cazedarnes, Puisserguier, Creissan, Quarante, Cruzy, Villespassans et Saint-Chinian. Cébazan est situé à 21 km au nord-ouest de Béziers, la plus grande ville des environs. Située à 151 mètres d'altitude, la commune de Cébazan est traversée par les cours d'eau : le Lirou, le Ruisseau de Ronnel, le Ruisseau du Daro, le Ruisseau de Gabelas. La commune est proche du parc naturel régional du Haut-Languedoc distant d'environ 13 km.
Point le plus haut : Col de Fontjun situé à 268 mètres d'altitude.

### Climat
Pour des articles plus généraux, voir Climat de l'Occitanie et Climat de l'Hérault.
En 2010, le climat de la commune est de type climat méditerranéen franc, selon une étude s'appuyant sur une série de données couvrant la période 1971-2000. En 2020, Météo-France publie une typologie des climats de la France métropolitaine dans laquelle la commune est exposée à un climat méditerranéen et est dans la région climatique  Provence, Languedoc-Roussillon, caractérisée par une pluviométrie faible en été, un très bon ensoleillement (2 600 h/an), un été chaud (21,5 °C), un air très sec en été, sec en toutes saisons, des vents forts (fréquence de 40 à 50 % de vents > 5 m/s) et peu de brouillards.
Pour la période 1971-2000, la température annuelle moyenne est de 14,1 °C, avec une amplitude thermique annuelle de 15,8 °C. Le cumul annuel moyen de précipitations est de 756 mm, avec 6,3 jours de précipitations en janvier et 2,9 jours en juillet. Pour la période 1991-2020, la température moyenne annuelle observée sur la station météorologique la plus proche, située sur la commune de Berlou à 10 km à vol d'oiseau, est de 15,4 °C et le cumul annuel moyen de précipitations est de 892,1 mm,. Pour l'avenir, les paramètres climatiques de la commune estimés pour 2050 selon différents scénarios d'émission de gaz à effet de serre sont consultables sur un site dédié publié par Météo-France en novembre 2022.

### Milieux naturels et biodiversité

#### Réseau Natura 2000

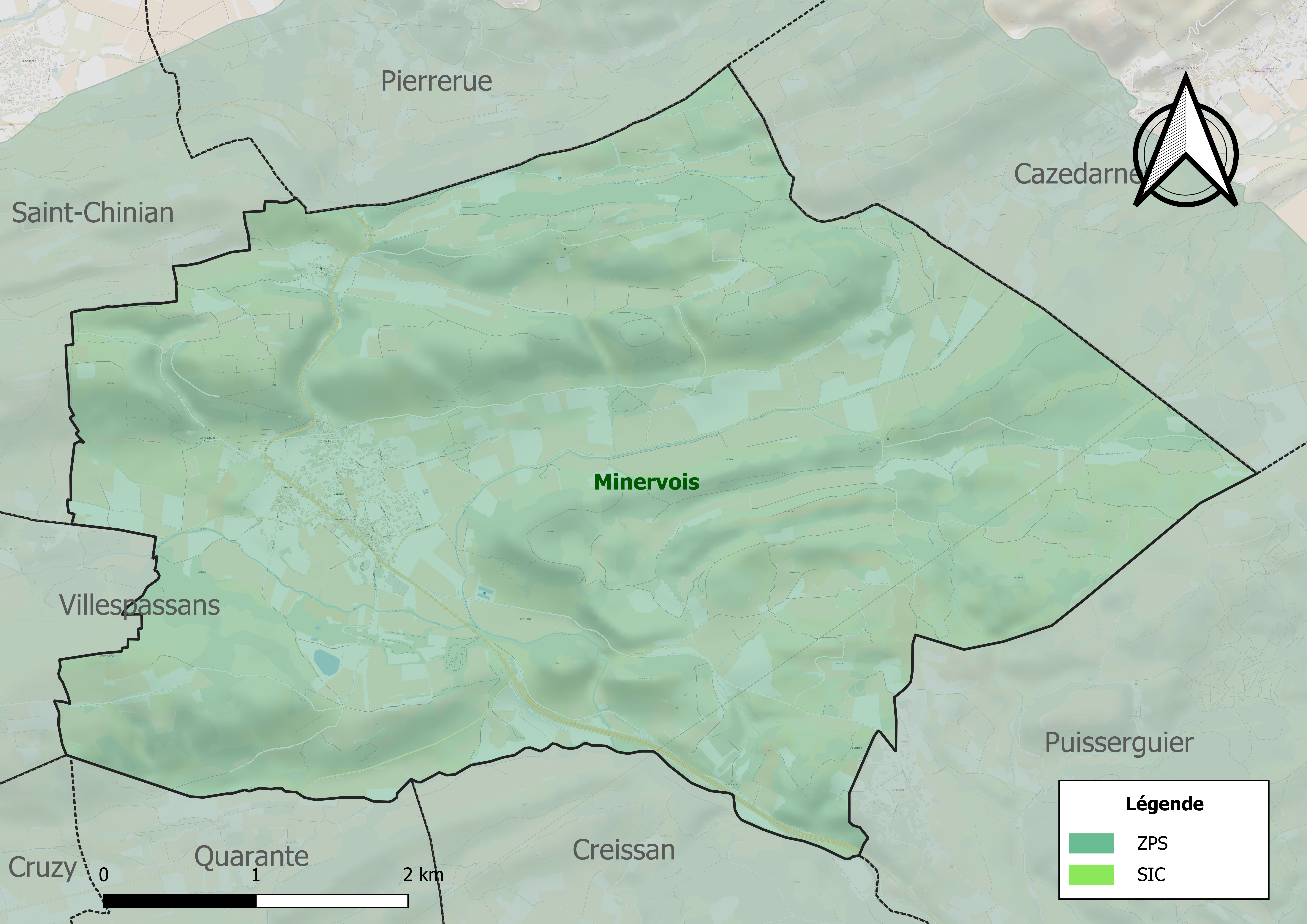
Sites Natura 2000 sur le territoire communal.

Le réseau Natura 2000 est un réseau écologique européen de sites naturels d'intérêt écologique élaboré à partir des directives habitats et oiseaux, constitué de zones spéciales de conservation (ZSC) et de zones de protection spéciale (ZPS).
Un site Natura 2000 a été défini sur la commune au titre  de la directive oiseaux :, retenu pour la conservation de rapaces de l'annexe I de la directive oiseaux, en particulier l'Aigle de Bonelli et l'Aigle royal. Mais le Busard cendré, le Circaète Jean-le-Blanc et le Grand-Duc sont également des espèces à enjeu pour ce territoire, d'une superficie de 24 820 ha, retenu pour la conservation de rapaces de l'annexe I de la directive oiseaux, en particulier l'Aigle de Bonelli et l'Aigle royal. Mais le Busard cendré, le Circaète Jean-le-Blanc et le Grand-Duc sont également des espèces à enjeu pour ce territoire.

#### Zones naturelles d'intérêt écologique, faunistique et floristique
L’inventaire des zones naturelles d'intérêt écologique, faunistique et floristique (ZNIEFF) a pour objectif de réaliser une couverture des zones les plus intéressantes sur le plan écologique, essentiellement dans la perspective d’améliorer la connaissance du patrimoine naturel national et de fournir aux différents décideurs un outil d’aide à la prise en compte de l’environnement dans l’aménagement du territoire.
Une ZNIEFF de type 1 est recensée sur la commune :
la « plaine de Cazedarnes » (1 340 ha), couvrant 4 communes du département et une ZNIEFF de type 2, : 
les « Vignes du Minervois » (9 972 ha), couvrant 13 communes du département.

Carte des ZNIEFF de type 1 et 2 à Cébazan.
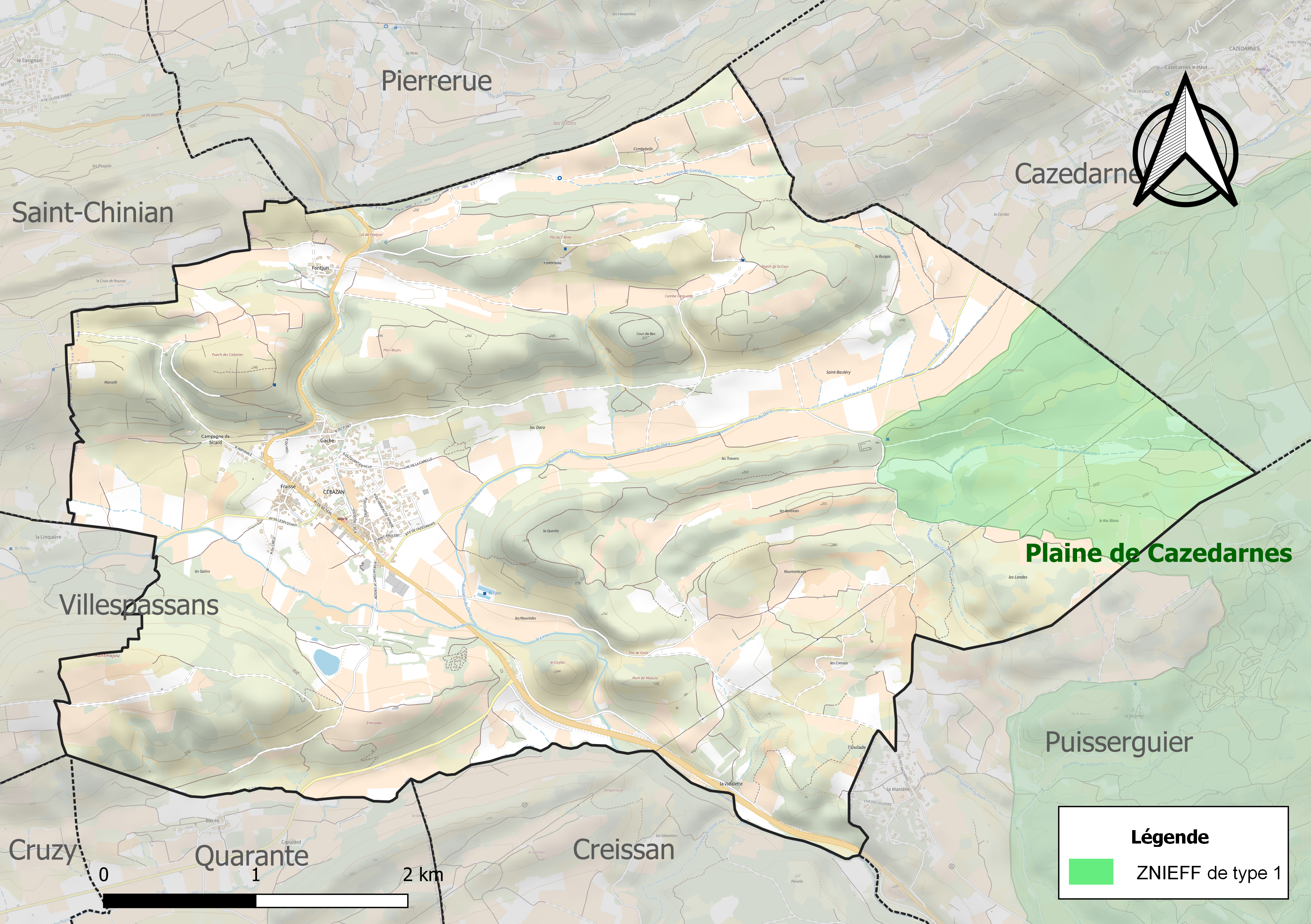
Carte de la ZNIEFF de type 1 sur la commune.
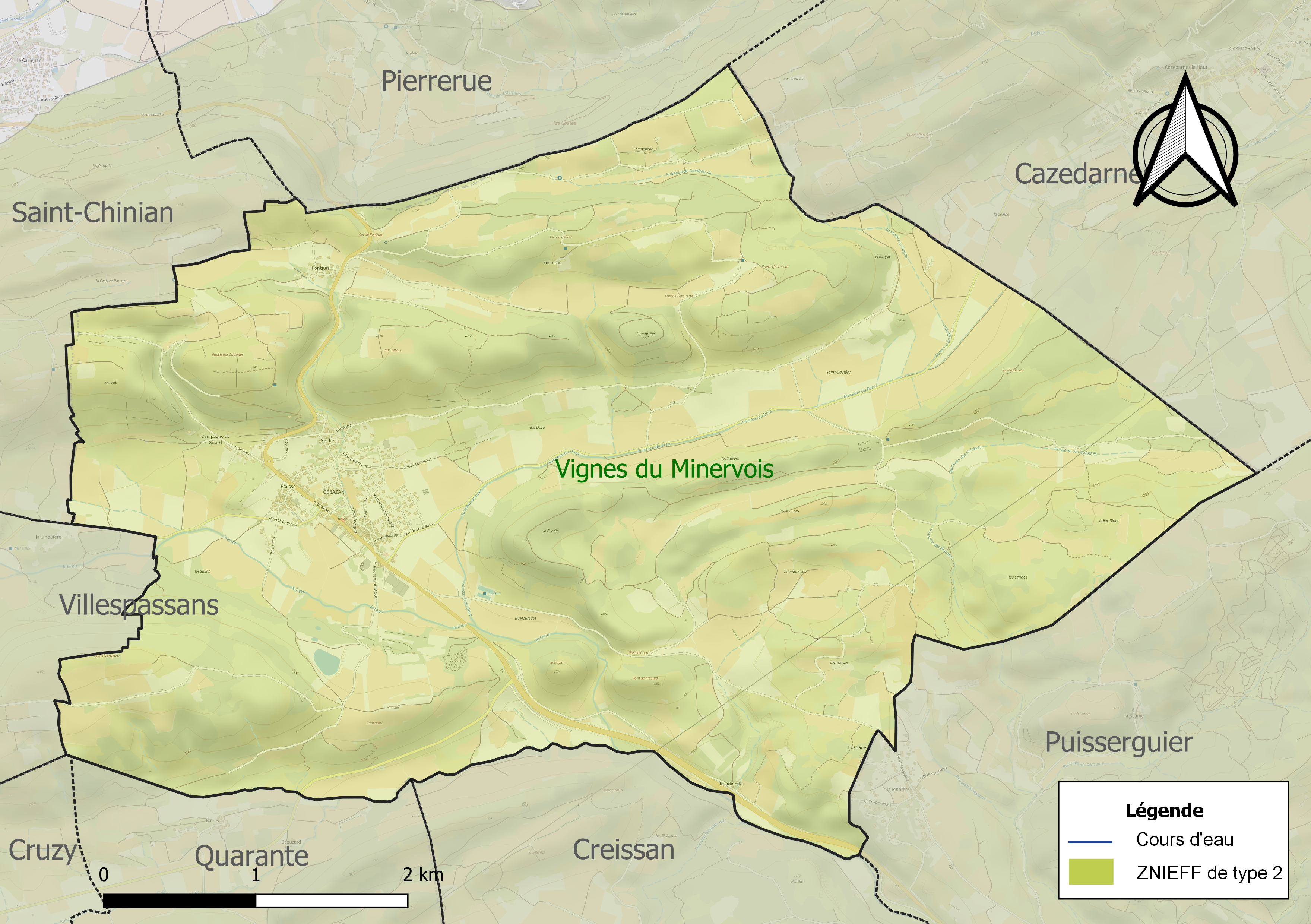
Carte de la ZNIEFF de type 2 sur la commune.

## Urbanisme

### Typologie
Au 1er janvier 2024, Cébazan est catégorisée commune rurale à habitat dispersé, selon la nouvelle grille communale de densité à sept niveaux définie par l'Insee en 2022.
Elle est située hors unité urbaine. Par ailleurs la commune fait partie de l'aire d'attraction de Béziers, dont elle est une commune de la couronne,. Cette aire, qui regroupe 53 communes, est catégorisée dans les aires de 50 000 à moins de 200 000 habitants,.

### Occupation des sols
L'occupation des sols de la commune, telle qu'elle ressort de la base de données européenne d’occupation biophysique des sols Corine Land Cover (CLC), est marquée par l'importance des territoires agricoles (50,2 % en 2018), en diminution par rapport à 1990 (52,2 %). La répartition détaillée en 2018 est la suivante : 
cultures permanentes (49,4 %), milieux à végétation arbustive et/ou herbacée (42,6 %), zones urbanisées (3,6 %), forêts (3,6 %), zones agricoles hétérogènes (0,8 %). L'évolution de l’occupation des sols de la commune et de ses infrastructures peut être observée sur les différentes représentations cartographiques du territoire : la carte de Cassini (XVIIIe siècle), la carte d'état-major (1820-1866) et les cartes ou photos aériennes de l'IGN pour la période actuelle (1950 à aujourd'hui).

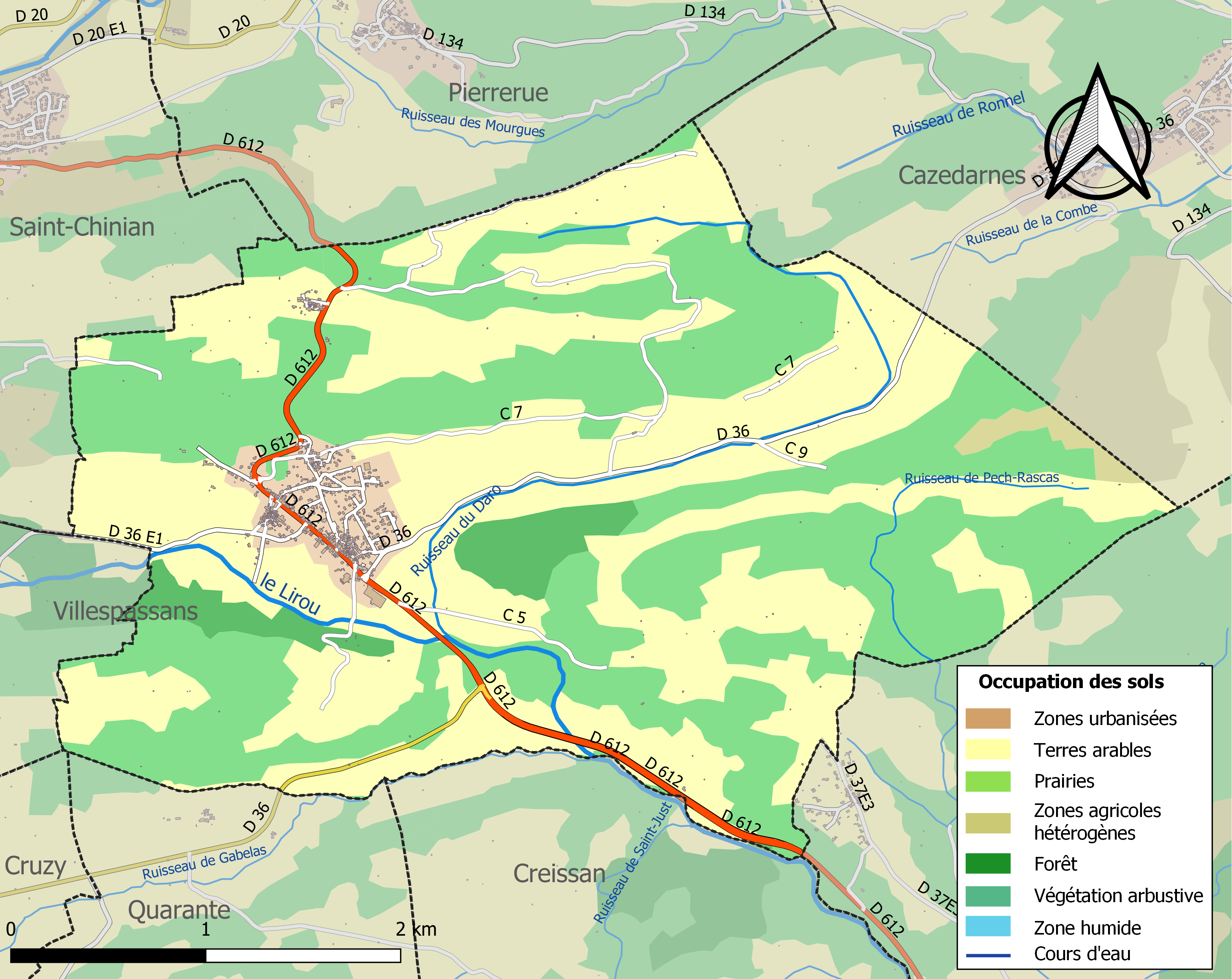
Carte des infrastructures et de l'occupation des sols de la commune en 2018 (CLC).

### Risques majeurs
Le territoire de la commune de Cébazan est vulnérable à différents aléas naturels : météorologiques (tempête, orage, neige, grand froid, canicule ou sécheresse), inondations, feux de forêts et séisme (sismicité faible). Il est également exposé à un risque technologique,  le transport de matières dangereuses. Un site publié par le BRGM permet d'évaluer simplement et rapidement les risques d'un bien localisé soit par son adresse soit par le numéro de sa parcelle.

#### Risques naturels
Certaines parties du territoire communal sont susceptibles d’être affectées par le risque d’inondation par débordement de cours d'eau, notamment le Lirou. La commune a été reconnue en état de catastrophe naturelle au titre des dommages causés par les inondations et coulées de boue survenues en 1982, 1992, 1996, 2003, 2005 et 2019,.
Cébazan est exposée au risque de feu de forêt. Un plan départemental de protection des forêts contre les incendies (PDPFCI) a été approuvé en juin 2013 et court jusqu'en 2022, où il doit être renouvelé. Les mesures individuelles de prévention contre les incendies sont précisées par deux arrêtés préfectoraux et s’appliquent dans les zones exposées aux incendies de forêt et à moins de 200 mètres de celles-ci. L’arrêté du 25 avril 2002 réglemente l'emploi du feu en interdisant notamment d’apporter du feu, de fumer et de jeter des mégots de cigarette dans les espaces sensibles et sur les voies qui les traversent sous peine de sanctions. L'arrêté du 11 mars 2013 rend le débroussaillement obligatoire, incombant au propriétaire ou ayant droit,.

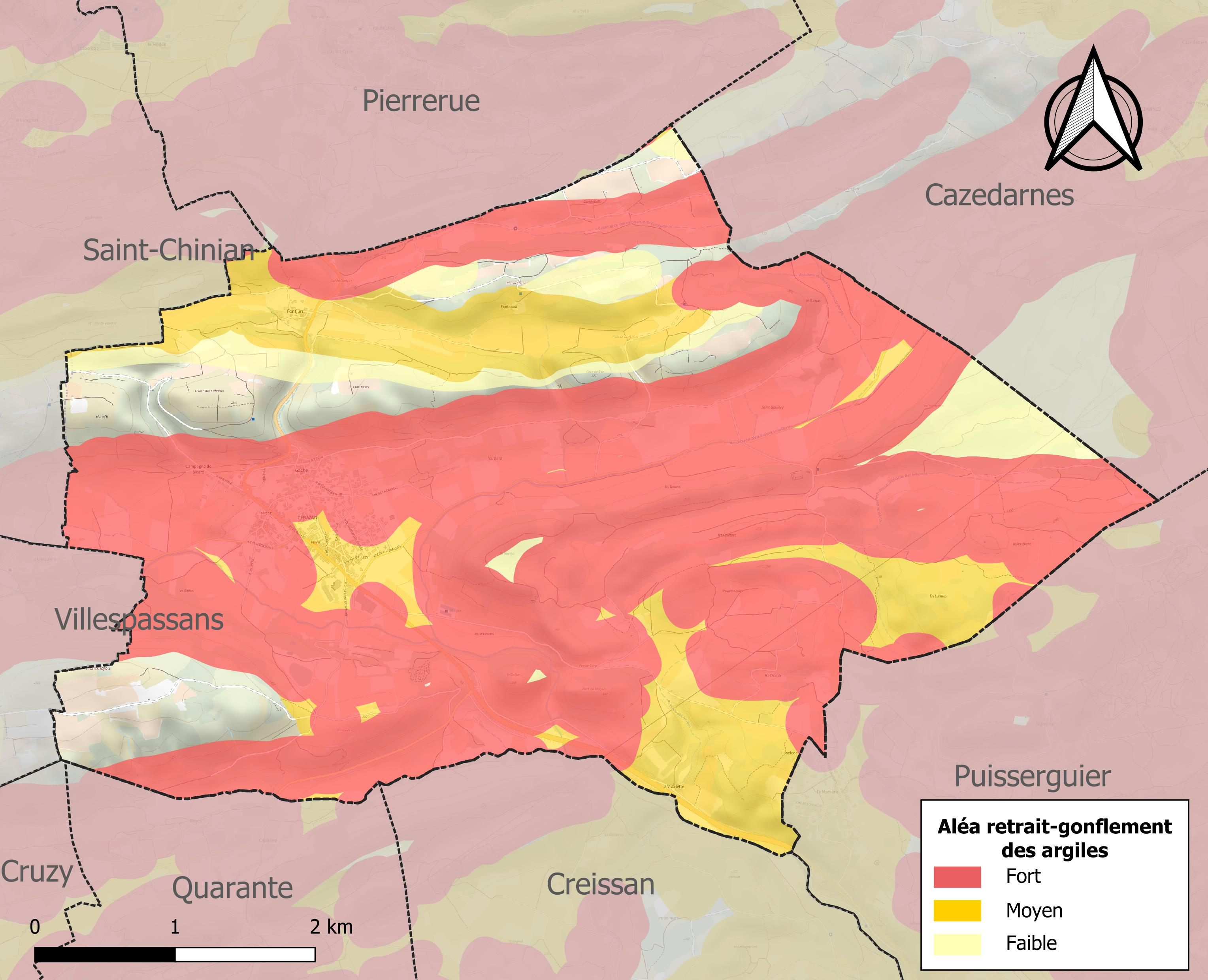
Carte des zones d'aléa retrait-gonflement des sols argileux de Cébazan.

Le retrait-gonflement des sols argileux est susceptible d'engendrer des dommages importants aux bâtiments en cas d’alternance de périodes de sécheresse et de pluie. 82,1 % de la superficie communale est en aléa moyen ou fort (59,3 % au niveau départemental et 48,5 % au niveau national). Sur les 355 bâtiments dénombrés sur la commune en 2019, 354 sont en aléa moyen ou fort, soit 100 %, à comparer aux 85 % au niveau départemental et 54 % au niveau national. Une cartographie de l'exposition du territoire national au retrait gonflement des sols argileux est disponible sur le site du BRGM,.
Par ailleurs, afin de mieux appréhender le risque d’affaissement de terrain, l'inventaire national des cavités souterraines permet de localiser celles situées sur la commune.

#### Risques technologiques
Le risque de transport de matières dangereuses sur la commune est lié à sa traversée par des infrastructures routières ou ferroviaires importantes ou la présence d'une canalisation de transport d'hydrocarbures. Un accident se produisant sur de telles infrastructures est susceptible d’avoir des effets graves sur les biens, les personnes ou l'environnement, selon la nature du matériau transporté. Des dispositions d’urbanisme peuvent être préconisées en conséquence.

## Histoire

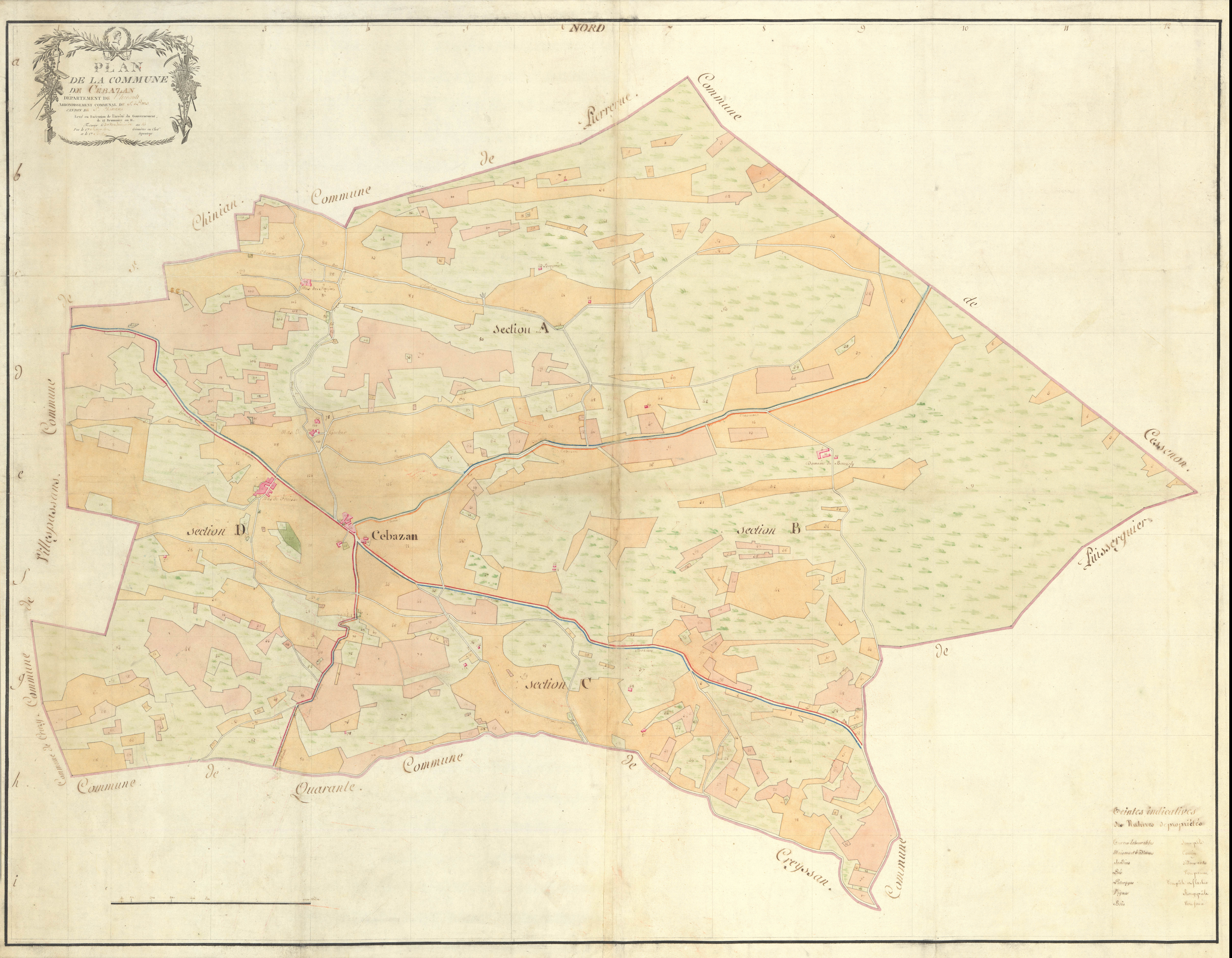
Plan par masse de culture (1804-1805)

Cébazan est créé vers l’an 859 par des moines bénédictins. Le village est alors formé de cinq mas qui portent les noms propres des familles qui les occupèrent : Fraisse, Gache, Sipière, Affre et Fontjun.
Certaines rues du village portent les noms des fondateurs (rue du hameau de Sipière, rue du hameau de Gache, rue du hameau de Fraisse).
Le village principal : Cébazan ;  hameaux : Fontjun et la Vidalette.
Le col de Fontjun (260 m d'altitude), lieu de combat (affaire de Fontjun) pendant la Seconde Guerre mondiale en 1944 sur la RD612 ex N112.

## Politique et administration
| Période | Période  | Identité                 | Étiquette      | Qualité |
| ------- | -------- | ------------------------ | -------------- | ------- |
| 1792    | 1797     | Castel Louis             |                |         |
| 1797    | 1798     | Sipière François         |                |         |
| 1798    | 1799     | Miquel Etienne           |                |         |
| 1799    | 1814     | Planès Jean              |                |         |
| 1874    | 1815     | Affre Jean               |                |         |
| 1815    | 1821     | Sipière François         |                |         |
| 1821    | 1830     | Miquel Etienne           |                |         |
| 1830    | 1837     | Tarbouriech Jean Bernard |                |         |
| 1837    | 1871     | Miquel Jean              |                |         |
| 1871    | 1878     | Miquel Emile             |                |         |
| 1878    | 1878     | Castel Elie              |                |         |
| 1878    | 1884     | Sicard Jean              |                |         |
| 1884    | 1889     | Castel Elie              |                |         |
| 1889    | 1891     | Rols Emile               |                |         |
| 1891    | 1892     | Affre Basile             |                |         |
| 1892    | 1908     | Sicard Toussaint         |                |         |
| 1908    | 1915     | Sicard Camille           |                |         |
| 1915    | 1921     | Sicard Jean              |                |         |
| 1921    | 1944     | Villes Lambert           |                |         |
| 1944    | 1959     | Cassillac Marius         |                |         |
| 1959    | 1977     | Gibrat Paul              |                |         |
| 1977    | 1989     | Delort Gilbert Richard   |                |         |
| 1989    | 2020     | Gérard Affre             | Sans étiquette |         |
| 2020    | en cours | Marc Fidel               | Sans étiquette |         |

## Démographie
L'évolution du nombre d'habitants est connue à travers les recensements de la population effectués dans la commune depuis 1793. Pour les communes de moins de 10 000 habitants, une enquête de recensement portant sur toute la population est réalisée tous les cinq ans, les populations de référence des années intermédiaires étant quant à elles estimées par interpolation ou extrapolation. Pour la commune, le premier recensement exhaustif entrant dans le cadre du nouveau dispositif a été réalisé en 2005.

En 2022, la commune comptait 637 habitants, en évolution de +4,43 % par rapport à 2016 (Hérault : +7,49 %, France hors Mayotte : +2,11 %).
| 1793 | 1800 | 1806 | 1821 | 1831 | 1836 | 1841 | 1846 | 1851 |
| ---- | ---- | ---- | ---- | ---- | ---- | ---- | ---- | ---- |
| 306  | 281  | 356  | 402  | 371  | 383  | 386  | 398  | 376  |

| 1856 | 1861 | 1866 | 1872 | 1876 | 1881 | 1886 | 1891 | 1896 |
| ---- | ---- | ---- | ---- | ---- | ---- | ---- | ---- | ---- |
| 351  | 376  | 427  | 474  | 488  | 575  | 553  | 578  | 591  |

| 1901 | 1906 | 1911 | 1921 | 1926 | 1931 | 1936 | 1946 | 1954 |
| ---- | ---- | ---- | ---- | ---- | ---- | ---- | ---- | ---- |
| 653  | 631  | 634  | 611  | 541  | 541  | 498  | 454  | 487  |

| 1962 | 1968 | 1975 | 1982 | 1990 | 1999 | 2005 | 2006 | 2010 |
| ---- | ---- | ---- | ---- | ---- | ---- | ---- | ---- | ---- |
| 479  | 420  | 368  | 376  | 377  | 343  | 442  | 459  | 548  |

| 2015 | 2020 | 2022 | - | - | - | - | - | - |
| ---- | ---- | ---- | - | - | - | - | - | - |
| 608  | 632  | 637  | - | - | - | - | - | - |

## Économie

### Revenus
En 2018, la commune compte 259 ménages fiscaux, regroupant 588 personnes. La médiane du revenu disponible par unité de consommation est de 20 870 € (20 330 € dans le département).

### Emploi
|                | 2008   | 2013   | 2018  |
| -------------- | ------ | ------ | ----- |
| Commune        | 8,7 %  | 10,9 % | 7,4 % |
| Département    | 10,1 % | 11,9 % | 12 %  |
| France entière | 8,3 %  | 10 %   | 10 %  |

En 2018, la population âgée de 15 à 64 ans s'élève à 374 personnes, parmi lesquelles on compte 75,3 % d'actifs (68 % ayant un emploi et 7,4 % de chômeurs) et 24,7 % d'inactifs,. En  2018, le taux de chômage communal (au sens du recensement) des 15-64 ans est inférieur à celui de la France et du département, alors qu'en 2008 il était supérieur à celui de la France.
La commune fait partie de la couronne de l'aire d'attraction de Béziers, du fait qu'au moins 15 % des actifs travaillent dans le pôle,. Elle compte 113 emplois en 2018, contre 118 en 2013 et 111 en 2008. Le nombre d'actifs ayant un emploi résidant dans la commune est de 260, soit un indicateur de concentration d'emploi de 43,4 % et un taux d'activité parmi les 15 ans ou plus de 54,6 %.
Sur ces 260 actifs de 15 ans ou plus ayant un emploi, 58 travaillent dans la commune, soit 22 % des habitants. Pour se rendre au travail, 89,4 % des habitants utilisent un véhicule personnel ou de fonction à quatre roues, 2,6 % les transports en commun, 3,8 % s'y rendent en deux-roues, à vélo ou à pied et 4,2 % n'ont pas besoin de transport (travail au domicile).

### Activités hors agriculture
42 établissements sont implantés  à Cébazan au 31 décembre 2019. Le tableau ci-dessous en détaille le nombre par secteur d'activité et compare les ratios avec ceux du département,.
| Secteur d'activité                                                                                        | Commune | Commune | Département |
| Secteur d'activité                                                                                        | Nombre  | %       | %           |
| --- | ------- | ------- | ----------- |
| Ensemble                                                                                                  | 42      |         |             |
| Industrie manufacturière, industries extractives et autres                                                | 5       | 11,9 %  | (6,7 %)     |
| Construction                                                                                              | 4       | 9,5 %   | (14,1 %)    |
| Commerce de gros et de détail, transports, hébergement et restauration                                    | 16      | 38,1 %  | (28 %)      |
| Activités immobilières                                                                                    | 3       | 7,1 %   | (5,3 %)     |
| Activités spécialisées, scientifiques et techniques et activités de services administratifs et de soutien | 4       | 9,5 %   | (17,1 %)    |
| Administration publique, enseignement, santé humaine et action sociale                                    | 4       | 9,5 %   | (14,2 %)    |
| Autres activités de services                                                                              | 6       | 14,3 %  | (8,1 %)     |

Le secteur du commerce de gros et de détail, des transports, de l'hébergement et de la restauration est prépondérant sur la commune puisqu'il représente 38,1 % du nombre total d'établissements de la commune (16 sur les 42 entreprises implantées  à Cébazan), contre 28 % au niveau départemental.

### Agriculture
La commune est dans le « Soubergues », une petite région agricole occupant le nord-est du département de l'Hérault. En 2020, l'orientation technico-économique de l'agriculture  sur la commune est la viticulture.
|               | 1988 | 2000 | 2010 | 2020 |
| ------------- | ---- | ---- | ---- | ---- |
| Exploitations | 78   | 55   | 38   | 28   |
| SAU (ha)      | 557  | 434  | 300  | 246  |

Le nombre d'exploitations agricoles en activité et ayant leur siège dans la commune est passé de 78 lors du recensement agricole de 1988  à 55 en 2000 puis à 38 en 2010 et enfin à 28 en 2020, soit une baisse de 64 % en 32 ans. Le même mouvement est observé à l'échelle du département qui a perdu pendant cette période 67 % de ses exploitations,. La surface agricole utilisée sur la commune a également diminué, passant de 557 ha en 1988 à 246 ha en 2020. Parallèlement la surface agricole utilisée moyenne par exploitation a augmenté, passant de 7 à 9 ha.

## Culture locale et patrimoine

### Lieux et monuments
- Le four à chaux ;

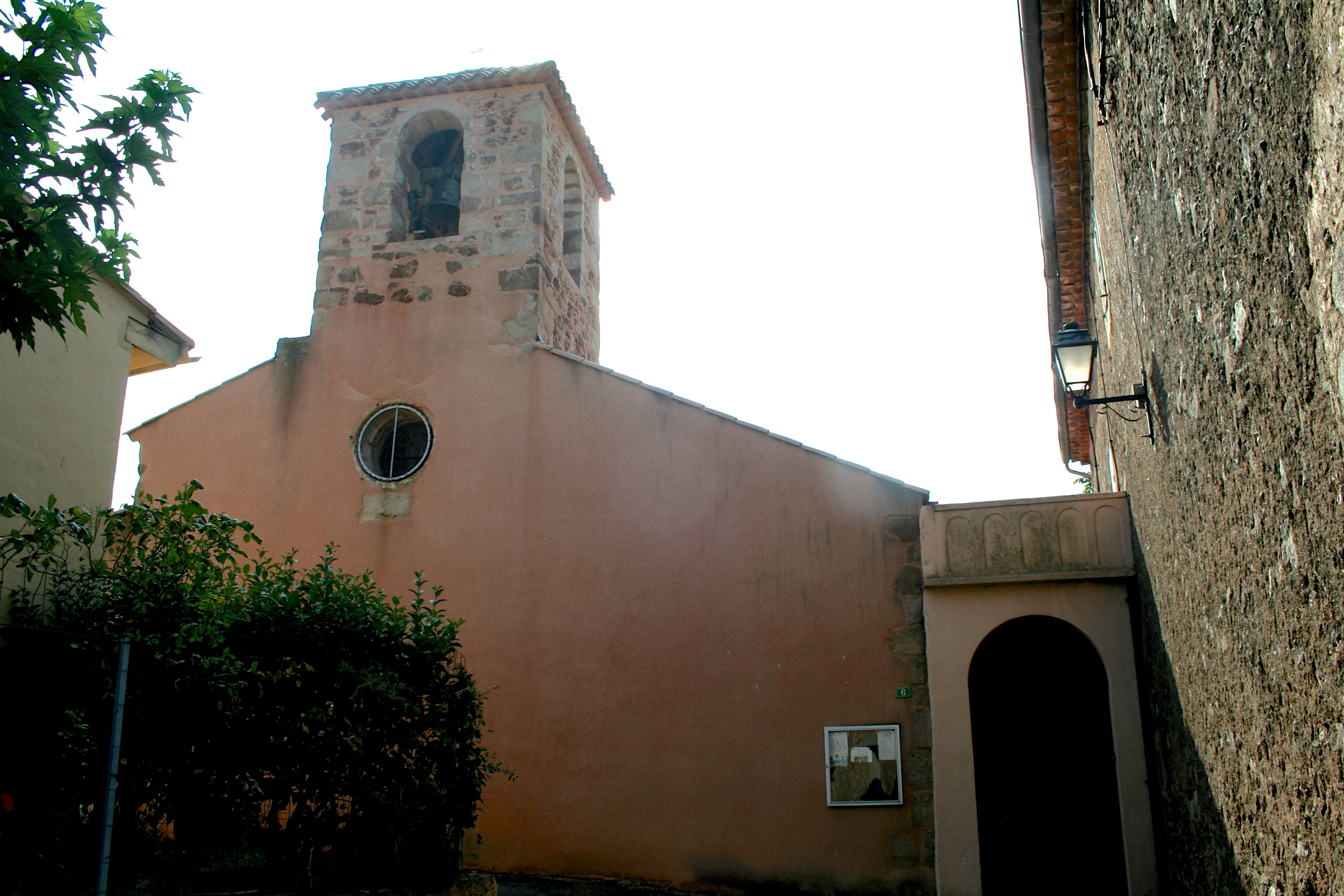
Église.

- L’Église Saint-Martin de Cébazan datant du XIIe siècle ;
- Les ruines du château de Saint-Bauléry ;
- Le cadran solaire de 1846.

### Héraldique
| Blason de Cébazan | Les armes de Cébazan se blasonnent ainsi : d'or à un saint Martin à cheval donnant la moitié de son manteau à un pauvre, le tout d'azur posé sur une terrasse de sinople.. |

### Fonds d'archives
- Fonds : Archives communales de Cébazan (1676-1792) [0,15 ml].  Cote : 70 EDT. Montpellier : Archives départementales de l'Hérault (présentation en ligne).